# Compagnie de la Suisse occidentale et du Simplon

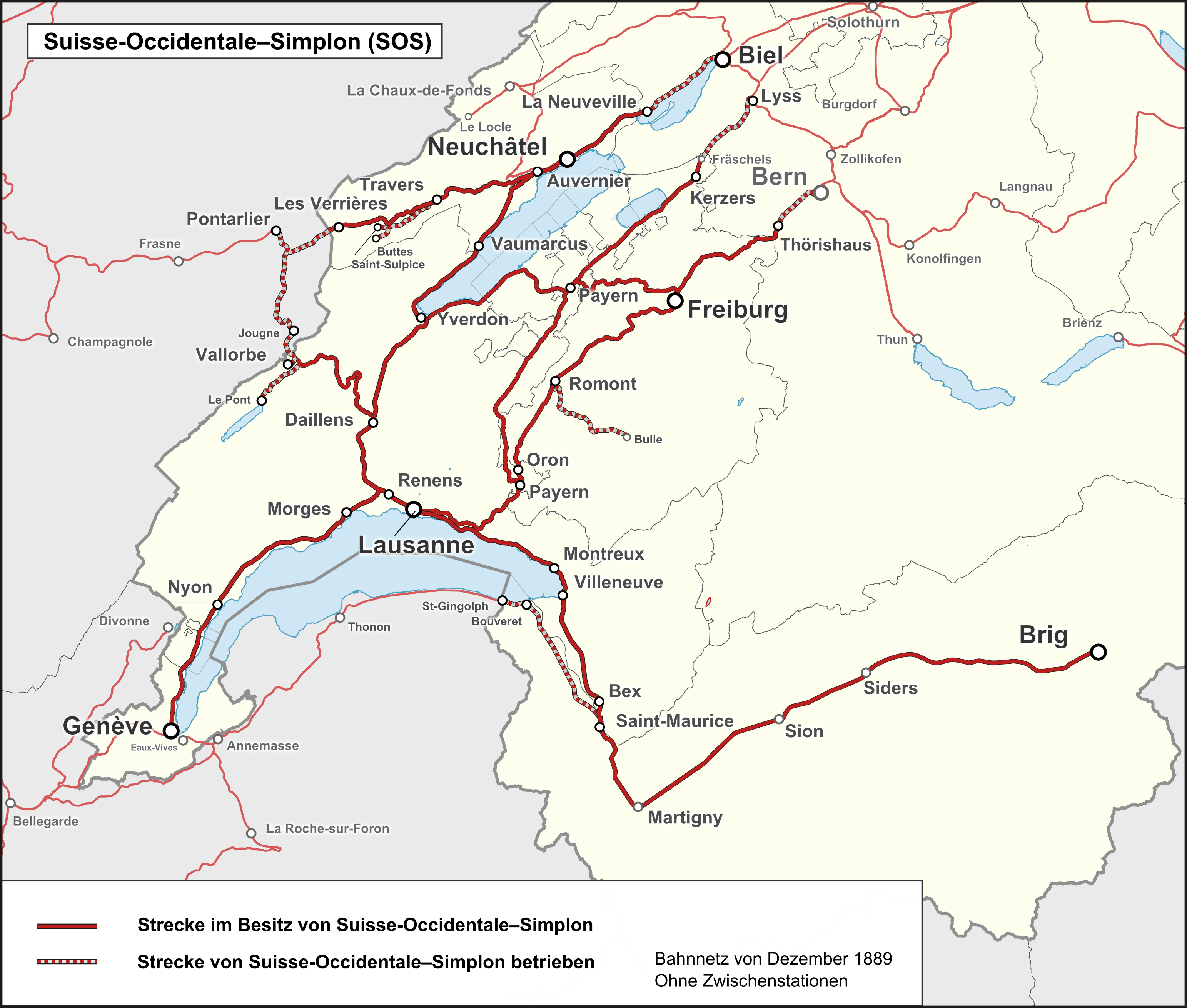
carte des lignes de chemin de fer

La Compagnie de la Suisse occidentale et du Simplon (en abrégé SOS) est une compagnie de chemins de fer suisse antérieure à la nationalisation de 1902.
Créée en 1881 par la fusion de la Compagnie de la Suisse occidentale et de la Compagnie du Simplon, elle fusionne en 1889 avec la Compagnie du Jura pour former la Compagnie du Jura-Simplon.